# عبرطل (حجة)

تعديل مصدري - تعديل

عبرطل هي إحدى قرى عزلة جبل عيان بمديرية حجة التابعة لمحافظة حجة، بلغ تعداد سكانها 177 نسمة حسب تعداد اليمن لعام 2004.